# África Occidental Portuguesa
África Occidental Portuguesa fue una provincia ultramarina, parte del antiguo Imperio portugués, situada en el suroeste de África. A lo largo del tiempo ha tendido diversas denominaciones  como  fueron Angola Portuguesa,  Provincia Ultramarina de Angola y la actual de República de Angola, tras su independencia en 1975.

## Historia
Portugal se estableció en el territorio en 1483 en el río Congo, donde existieron los estados del Kongo, Ndongo y Luanda. El estado del Kongo se extendía del actual Gabón, en el norte, hasta el Kwanza en el sur. Portugal estableció en 1575 una colonia portuguesa en Luanda basada en la trata de esclavos. Los portugueses tomaron gradualmente el control de la franja costera a lo largo del siglo XVI a través de una serie de tratados y guerras, formaron la colonia de Angola.

Escudo de armas (1951-1975)
Escudo de armas menor (1951-1975)